# غار شاه سلمان
غار شاه سلمان مربوط به دوران فرادیرینه‌سنگی است و در شهرستان مرودشت، بخش مرکزی، روستای حاجی‌آباد واقع شده و این اثر در تاریخ ۲ آبان ۱۳۸۲ با شمارهٔ ثبت ۱۰۵۳۰ به‌عنوان یکی از آثار ملی ایران به ثبت رسیده است.